# Tierkin
Tierkin (ros. Теркин) – chutor w Rosji, w obwodzie wołgogradzkim, w rejonie sierafimowiczskim. W 2010 liczył 836 mieszkańców.